# جيرنوت إيدير
جيرنوت إيدير (بالألمانية: Gernot Eder ) (و. 1929 – 2000 م) هو فيزيائي، وأستاذ جامعي من النمسا . ولد في فيينا.
توفي في فيينا ، عن عمر يناهز 71 عاماً.

## التعليم
تعلم في جامعة فيينا

## مناصب وهيئات
أدار جامعة فيينا، وجامعة غيسن.

## جوائز
حصل على جوائز منها:
- ميدالية الشرف الفضية العظمى للخدمات المقدمة لجمهورية النمسا.